# El Fomento Reusense
El Fomento Reusense: periódico quincenal ageno a todos los partidos políticos habidos y por haber, reñido abiertamente con la política y dedicado exclusivamente al fomento de los intereses morales y materiales de nuestra localidad va ser un periòdic quinzenal que va sortir a Reus el 28 d'agost de l'any 1881.
Portava per lema "Verdad, Moralidad, Justicia". Al primer número justificava la seva aparició dient que volia conscienciar la gent, que si l'esforç que es dedicava a les baralles polítiques es dediqués a la ciutat, Reus seria la primera ciutat en economia, enllumenat públic, conservació dels carrers i les façanes, aigua potable, serveis contra incendis, mercats... i amb una bona administració municipal. Fa crítiques constants a l'ajuntament i als veïns que incompleixen les normes municipals. Parla dels carrers sense empedrar, els millors vials de la ciutat, del deixament dels jardins, de la brutícia acumulada pels racons. Anima als ciutadans a prendre iniciatives com la que han pres al carrer de Sant Joan, que entre tots han decidit construir voreres. Cap dels articles publicats anava signat. Va sortir en un moment en què l'alcalde, Joan Grau Ferrer, encara no havia iniciat el seu pla de reformes urbanes, sobretot la remodelació de la plaça de Prim.
Tenia una capçalera tipogràfica, el text anava a dues columnes i quatre pàgines. Mesurava 30 cm. S'imprimia a la Impremta de Gaietà Sabater, a la plaça del Rei, on hi havia també l'administració del periòdic. Gras i Elies diu que el director era R. Sardà Montseny.

## Localització
- Es conserven els números 1, 4 i 6 a la Biblioteca Central Xavier Amorós.[3]